# Mali Lug (Čabar)
Pour les articles homonymes, voir Mali Lug.
Mali Lug est une localité de Croatie située dans la municipalité de Čabar, dans le comitat de Primorje-Gorski Kotar. En 2001, la localité comptait 92 habitants.

## Démographie
| 1948 | 1953 | 1961 | 1971 | 1981 | 1991 | 2001 |
| ---- | ---- | ---- | ---- | ---- | ---- | ---- |
| 176  | 203  | 217  | 189  | 121  | 104  | 92   |